# 7β-ヒドロキシステロイドレダクターゼ (NADP+)
7β-ヒドロキシステロイドレダクターゼ (NADP+)（7β-hydroxysteroid dehydrogenase (NADP+)）は、次の化学反応を触媒する酸化還元酵素である。
7β-ヒドロキシステロイド + NADP+ {\displaystyle \rightleftharpoons } 7-オキソステロイド + NADPH + H+
反応式の通り、この酵素の基質は7β-ヒドロキシステロイドとNADP+、生成物は7-オキソステロイドとNADPHとH+である。
組織名は7β-hydroxysteroid:NADP+ 7-oxidoreductaseで、別名にNADP+-dependent 7β-hydroxysteroid dehydrogenase, 7β-hydroxysteroid dehydrogenase (NADP+)がある。